# Hopfgarten (Wüstung)
Hopfgarten ist eine Wüstung in der Gemarkung des Ortsteils Teichröda der Stadt Rudolstadt im Landkreis Saalfeld-Rudolstadt in Thüringen.

## Lage
Die Wüstung Hopfgarten liegt einen Kilometer von Teichröda entfernt.

## Geschichte
Bereits 1217 wurde der Pfarrer Heinrich mit der Durchführung der Frühmesse und den Vikaren in dem Ort Hopfgarten vom Hauptgeistlichen der Stadtkirche zu Rudolstadt beauftragt. Teichröda weist folgende Nennungen nach: 1417, 1420 und 1450. Ab 1420 erfolgte jedoch die allmähliche Übersiedlung der Bevölkerung nach Teichröda und in die Nachbarorte. Um 1663 existierte noch eine Kalkhütte im Gelände der Wüstung. Über weitere Einzelheiten gibt folgende Literatur Auskunft.